# Edward Heppenstall
Edward E. Heppenstall (nacido el 8 de mayo de 1901 en Inglaterra – 1994) fue un destacado estudioso de la Biblia, teólogo de la Iglesia Adventista del Séptimo Día y profesor de teología en La Sierra University y Loma Linda University. 
Un cuestionario realizado en 1985 a profesores adventistas norteamericanos mostró que Heppenstall era el escritor adventista que más los había influido. 
Heppenstall nació en 1901 en Rotherham, Yorkshire, Inglaterra, hijo de Arthur y Georgina Heppenstall. Tuvo únicamente una hermana, llamada Margaret. Cuando eran pequeños, alrededor de 1915, murió su padre, Arthur, cuando solo llevaban diez años de casados con Georgina.  En el año 1915, Georgina y sus dos hijos se unieron a la Iglesia Adventista.  La iglesia adventista de Rotherham se reunió en la casa de los Heppenstall.  Desde mediados hasta finales de la década de 1920, Ted Heppenstall trabajó como estudiante colportor en varios lugares de las islas británicas, para pregonar el mensaje del evangelio y financiar sus gastos.  En 1929, formó parte del personal de Stanborough College, en Garston, como preceptor y profesor de inglés. Los medios adventistas británicos se referían a él como EA Heppenstall.  Se mudó a los Estados Unidos en el año 1931. Obtuvo una Licenciatura en letras en Emmanuel Missionary College, con especialización en literatura inglesa, también hizo trabajos en ciencias y teología. Luego obtuvo una maestría en Historia y Semítica de la Universidad de Míchigan. Mientras enseñaba en La Sierra College, obtuvo un PhD (Philosophy Doctor o Doctorado en Filosofía) en el área de Educación Religiosa en la Universidad del Sur de California en 1951. Fue pastor de varias iglesias y también se ejerció como director de jóvenes de la Conferencia de Míchigan.
Sirvió como profesor de teología en La Sierra College, actualmente, Universidad La Sierra, de 1940 a 1955. Enseñó y también fue presidente del departamento de teología sistemática del Seminario Teológico Adventista del Séptimo Día en la Universidad Andrews (1955-1966), la universidad con más prestigio en ámbitos teológicos de la Iglesia Adventista. De igual manera fue profesor de teología en la Universidad de Loma Linda (1966-1970). El comentario de la Segunda Epístola a los Corintios para el Comentario Bíblico Adventista del Séptimo Día fue escrito por él. 
Tuvo un hijo y una hija, ambos médicos: Malcolm Heppenstall, MD; y Astrid Heppenstall Heger, MD.